# Mart Crowley

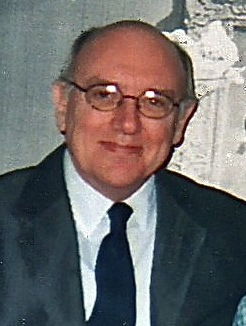
Mart Crowley (2002)

Mart Crowley (* 21. August 1935 in Vicksburg, Mississippi; † 7. März 2020 in New York City, New York) war ein US-amerikanischer Autor.

## Leben und Karriere
Mart Crowley wurde 1935 als einziges Kind eines konservativ-religiösen Ehepaares in den Südstaaten der Vereinigten Staaten von Amerika geboren. Nach einem erfolglosen Aufenthalt in Los Angeles, bei dem er Kontakte zur Filmindustrie knüpfen wollte, studierte er bis zu seinem Abschluss im Jahr 1957 an der Katholischen Universität von Amerika in Washington. Anschließend arbeitete er an einer Reihe von Film- und Fernsehproduktionen in Hollywood in kleineren Funktionen mit, bis er Natalie Wood am Filmset von Elia Kazans Fieber im Blut kennenlernte. Crowley wurde zu einem ihrer engsten Freunde und für einige Zeit ihr persönlicher Assistent. Crowley arbeitete in den 1960er Jahren an einer Reihe von Drehbüchern, die allerdings ohne Abnehmer blieben, und verfiel zeitweise in eine Depression, aus der ihm Wood heraushalf, indem sie seine Sitzungen beim Psychoanalytiker mitbezahlte.
In dieser kritischen Phase schrieb Crowley während eines sechswöchigen Housesittings das Stück The Boys in the Band, auf dem ein großer Teil seiner Bekanntheit ruht. Das Stück über eine sich dramatisch entwickelnde Geburtstagsparty unter schwulen Freunden wurde mit über 1000 Vorstellungen ab dem 14. April 1968 zu einem Überraschungserfolg am Off-Broadway. Neben viel Lob wurde es aber auch kritisiert, einerseits von konservativen Kreisen wegen seiner damals bahnbrechenden Offenheit in der Darstellung von Homosexuellen, andererseits von linken Homosexuellen-Aktivisten, die die selbstkritischen und tragischen Untertöne des Stückes als selbsthassende Darstellung von Schwulen empfanden. Crowley, selbst offen homosexuell, ließ Erfahrungen aus seinem eigenen Leben einfließen, zumal er darüber enttäuscht war, dass berühmte schwule Theaterautoren wie Tennessee Williams, Edward Albee und William Inge sich in ihren Werken nur unterschwellig an eine Darstellung homosexueller Thematiken trauten. 1970 war er als Drehbuchautor und Produzent an der gleichnamigen Verfilmung unter Regie von William Friedkin beteiligt, die Crowleys Werk auch in Deutschland Bekanntheit verschaffte. 2018 feierte The Boys in the Band, 50 Jahre nach der Premiere am Off-Broadway, seine Premiere am Broadway, unter anderem mit Jim Parsons, Matt Bomer und Zachary Quinto in der Besetzung. Der zu diesem Zeitpunkt 83-jährige Crowley erhielt hierfür 2019 den Tony Award in der Kategorie „Bestes Revival eines Stücks“. Mit der Broadway-Besetzung wurde zudem eine Neuverfilmung von Ryan Murphy produziert, die am 30. September 2020 bei Netflix veröffentlicht und dem wenige Monate zuvor verstorbenen Crowley gewidmet wurde.
Crowley schrieb nach Boys in the Band eine Reihe weniger bekannter Stücke, darunter Remote Asylum (1970) und das autobiografische A Breeze from the Gulf (1975), in dem er seine Kindheit thematisierte und das ihm den zweiten Platz bei den New York Drama Critics’ Circle Awards einbrachte. Von 1979 bis 1980 war er Chef der Drehbuchabteilung der Fernsehserie Hart aber herzlich mit Natalie Woods Ehemann Robert Wagner in der Hauptrolle (in dieser Funktion war Crowley für die Überwachung der Qualität der Drehbücher zuständig), von 1980 bis 1983 stieg er zu einem der Produzenten dieser Fernsehserie auf. Er schrieb auch Drehbücher für den Denver-Clan sowie mehrere der Hart aber Herzlich-Fernsehfilme in den 1990er-Jahren. 2002 hatte Crowleys Stück The Men from the Boys in San Francisco seine Premiere, seine Fortsetzung von The Boys in the Band, die über dreißig Jahre später auf einer Beerdigungsfeier der Figur Larry spielt. Dieses Stück war allerdings weniger erfolgreich. Für seine 2009 erschienene Werksammlung The Collected Plays of Mart Crowley wurde er 2010 mit einem Lambda Literary Award ausgezeichnet.
Crowley war auch Interviewpartner für mehrere Filmdokumentationen, darunter The Celluloid Closet – Gefangen in der Traumfabrik (1995) und The Men from the Boys (2011); letztere geht speziell auf sein Leben und sein bekanntestes Stück ein.
Mart Crowley starb im März 2020 im Alter von 84 Jahren in New York City an Komplikationen nach einer Herzoperation.